# فرانسیس جورج باند
فرانسیس جورج باند (انگلیسی: Francis George Bond; ۱۰ اوت ۱۸۵۶ – ۱۵ اوت ۱۹۳۰) فرد نظامی بود.
همچنین برندهٔ جوایزی همچون نشان امپراتوری بریتانیا و نشان حمام شده‌است.